# Гай Апий Юний Силан
Вижте пояснителната страница за други личности с името Юний Силан.
Гай Апий Юний Силан (на латински: Gaius Appius Iunius Silanus; † 42 г.) e политик и сенатор на ранната Римска империя.

## Биография
Произлиза от клон Юний Силан на фамилията Юнии.
През 25 г. Силан е претор urbanus electus, а през 28 г. e консул заедно с Публий Силий Нерва. През 32 г. е обвинен в laesa maiestas (обида на императора), но обявен за невинен.
През 40 г. Силан е легат в Тараконска Испания. От там император Клавдий го вика след половин година обратно, за да го ожени за неговата тъста Домиция Лепида. През 42 г. освободеният Нарцис и императрица Месалина сънуват, че Силан има план да убие Клавдий и му разказват това. Той дава заповед Силан да бъде убит без съд.